# Współczynnik przenoszenia migotania światła
Współczynnik przenoszenia migotania światła (ang. transfer coefficient of filicker) – jest to wielkość charakteryzująca zdolność sieci do przenoszenia wahań napięcia. Wahania napięcia powstające na skutek pracy odbiorników niespokojnych przenoszą się bowiem poprzez sieć elektroenergetyczną i zakłócają pracę innych odbiorników.
Współczynnik przenoszenia migotania pomiędzy węzłami A i B sieci jest zdefiniowany jako iloraz wartości krótkookresowych wskaźników migotania w tych węzłach:
{\displaystyle TC_{AB}={\frac {P_{st}(B)}{P_{st}(A)}},}
gdzie:
{\displaystyle P_{st}(A),P_{st}(B)} – krótkookresowe współczynniki migotania światła odpowiednio w węzłach A i B.
Istotne znaczenie dla wahań napięcia w sieciach niskiego napięcia ma przenoszenie się wahań z sieci nadrzędnych (średniego i wysokiego napięcia) – tło wahań napięcia. Brak jest dotychczas metod pozwalających na analityczne wyznaczenie współczynników przenoszenia wahań napięcia pomiędzy sieciami o różnych poziomach napięć. Wyznaczone eksperymentalnie (na drodze pomiarowej) wartości współczynników przenoszenia wynoszą:
- z sieci najwyższych napięć do sieci wysokich napięć – około 0,8,
- z sieci wysokich napięć do sieci średnich napięć – około 0,9 (a zatem około 0,72 dla wahań przenoszonych z sieci najwyższych napięć do sieci średnich napięć),
- z sieci średnich napięć do sieci niskiego napięcia – około 1.